# Enon (gruppo musicale)
Gli Enon sono un gruppo indie rock americano, inizialmente formato da John Schmersal, Rick Lee e Steve Calhoon.

## Storia del gruppo
Calhoon lascia il gruppo e viene sostituito da Toko Yasuda (ex-Blonde Redhead, The Van Pelt, The Lapse) e Matt Schulz.

## Discografia
- 1998 Long Play
- 1999 Believo!
- 2002 High Society
- 2003 Hocus Pocus
- 2004 Onhold
- 2005 Lost Marbles and Exploded Evidence (compilation album + DVD set)
- 2007 Grass Geysers...Carbon Clouds

### 7"
- 1998 "Fly South"
- 1999 "Motor Cross"
- 2001 "Listen (While You Talk)"
- 2001 "Marbles Explode"
- 2001 "The Nightmare Of Atomic Men"
- 2002   Enon [Self-Titled]
- 2002 "Drowning Appointment"
- 2003 "In This City"
- 2003 "Evidence"
- 2003 "Because Of You"
- 2003 "Starcastic"

## Video
- "Come Into" (2001)
- "Cruel" (2001)
- "Window Display" (2002)
- "Carbonation" (luglio 2002)
- "Pleasure and Privilege" (ottobre 2002)
- "In This City" (febbraio 2003)
- "Murder Sounds"  (2004)
- "Daughter in the House of Fools" (2004)
- "Mikazuki" (2004)